# Nguyễn Tuấn Anh
Nguyễn Tuấn Anh (Thái Bình, 16 mei 1995) is een Vietnamees voetballer die als middenvelder speelt bij CLB Hoàng Anh Gia Lai.

## Clubcarrière
Tuấn Anh begon zijn carrière in 2015 bij CLB Hoàng Anh Gia Lai. In het seizoen 2016 kwam hij op huurbasis uit voor Yokohama FC.

## Interlandcarrière
Tuấn Anh maakte op 24 maart 2016 zijn debuut in het Vietnamees voetbalelftal tijdens een kwalificatiewedstrijd in het WK 2018 tegen Chinees Taipei.